# Merkwitz (Oschatz)
Merkwitz ist ein Ortsteil der Stadt Oschatz im Landkreis Nordsachsen in Sachsen.

## Geographie und Verkehrsanbindung
Merkwitz liegt nordwestlich des Stadtkerns von Oschatz an der S 30. Unweit südlich verläuft die B 6.

## Söhne und Töchter
- Franz Ludwig Gehe (1810–1882), chemisch-pharmazeutischer Großhändler und Industrieller, Politiker und Philanthrop